# Tozawa (Klan)

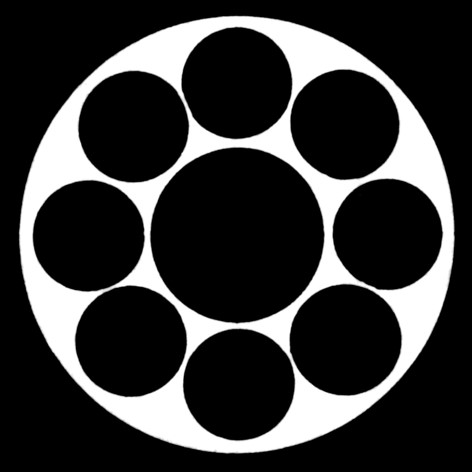
Wappen der Tozawa

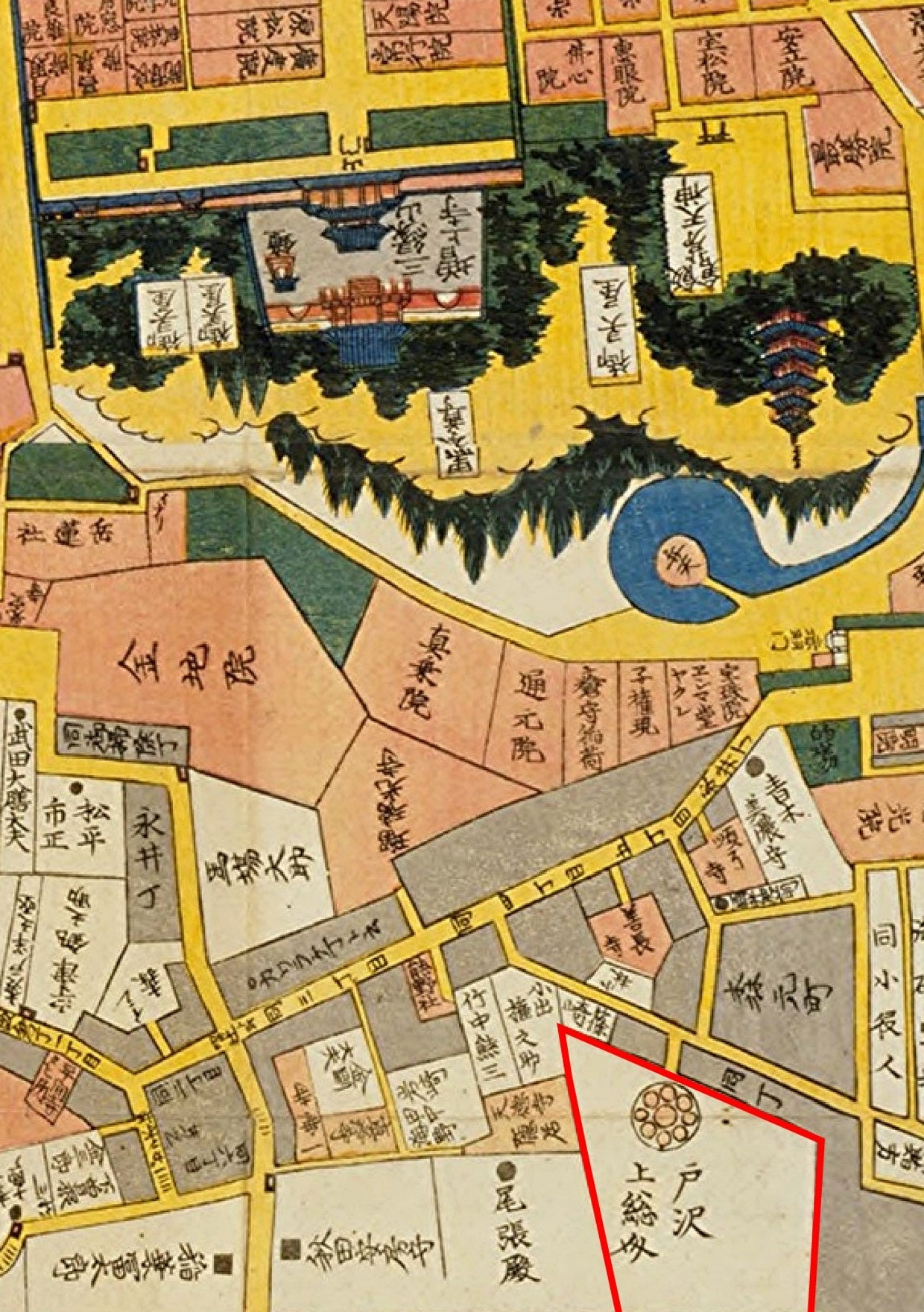
Tozawa-Residenz in Edo (nahe Zōjō-ji)

Die Tozawa (japanisch 戸沢氏, Tozawa-shi) waren eine Familie des japanischen Schwertadels (Buke), die sich von Taira no Tadamasa ableitete. Mit einem Einkommen von 68.000 Koku gehörten die in Shinjō (Präfektur Yamagata) residierenden Tozawa zu den mittelgroßen Daimyō der Edo-Zeit.

## Genealogie
- Moriyasu (盛安; 1566–1590) war, wie seine Vorfahren, Vasall der Nambu und als Verwalter der Burg von Kaku-no-date (角館)[Anm. 2] in der Provinz Dewa.
- Masamori (正盛; 1585–1648), Moriyasus Sohn, schloss sich Tokugawa Ieyasu an, erhielt zwei Distrikte in der Provinz Hitachi und residierte in Matsuoka mit 40.000 Koku. 1622 wurde er auf die Burg Shinjō mit 68.000 Koku versetzt. Er und seine Nachkommen residierten dort bis 1868. Danach führte die Familie den Titel Vizegraf.